# 斯凱爾頓 (伊利諾伊州)
斯凱爾頓（英語：Skelton）是位於美國伊利諾伊州洛根縣的一個非建制地區。該地的面積和人口皆未知。

## 地理
斯凱爾頓的座標為40°08′34″N 89°15′14″W / 40.14278°N 89.25389°W，而該地的平均海拔高度為186米（即610英尺）。